# Annakapelle (Irresheim)

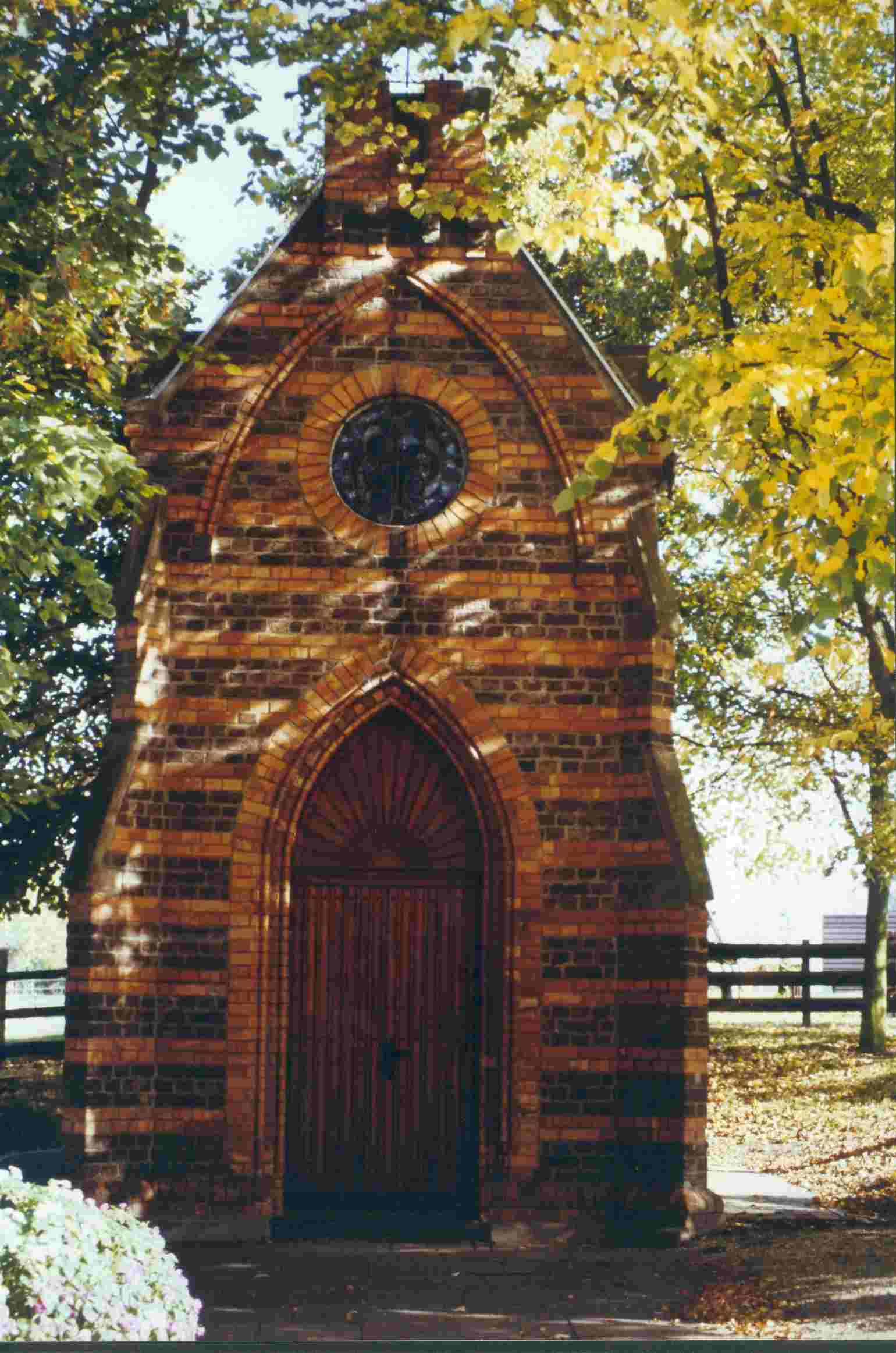
Die Annakapelle

Die Annakapelle steht in Irresheim bei Nörvenich, Kreis Düren. 
Die Kapelle wurde im Jahre 1888 erbaut. Das kleine Grundstück ist der damaligen Gemeinde Irresheim von einem Herrn Hergarten aus Merzenich geschenkt worden. Die Baukosten wurden durch Sammlungen in dem kleinen Dorf aufgebracht. Die kleine Glocke soll im Ersten Weltkrieg demontiert worden sein.
In der Annakapelle steht die Figur „Anna als Erzieherin“. Zu Beginn der 1970er Jahre wurde das Gebäude gründlich renoviert. Die Kapelle bekam unter anderem eine neue Tür. Die neuen Fenster hatte ein zu dieser Zeit im Ort ansässiger Glaskünstler entworfen und ausgeführt. Bis in die 1960er Jahre ging der Weg der Fronleichnamsprozession der Pfarre Hochkirchen, zu deren Kirchspiel Irresheim gehört, jedes zweite Jahre durch Irresheim. Zur Erteilung des Segens wurde die Annakapelle festlich geschmückt. Auch betet die Dorfgemeinschaft noch heute in der Kapelle die Totenwache.
Das unter Denkmalschutz stehende Gotteshaus bietet etwa 20 Personen Sitzgelegenheit. Es wurde am 18. März 1985 in die Denkmalliste der Gemeinde Nörvenich unter Nr. 39 eingetragen.
Koordinaten: 50° 47′ 28″ N, 6° 37′ 12,1″ O